# Ischnocnemis similis
Ischnocnemis similis là một loài bọ cánh cứng trong họ Cerambycidae.